# Chytonix chlorophila
Chytonix chlorophila là một loài bướm đêm trong họ Noctuidae.